# سینپتری
سینپتری (به مجاری:  Szinpetri) یک شهرداری در مجارستان است که در ناحیه ادلنی واقع شده‌است. سینپتری ۹٫۷۱ کیلومتر مربع مساحت و ۲۴۵ نفر جمعیت دارد.